# Lignières-Châtelain
Lignières-Châtelain é uma comuna francesa na região administrativa de Altos da França, no departamento de Somme. Estende-se por uma área de 6,54 km². Em 2010 a comuna tinha 370 habitantes (densidade: 56,6 hab./km²).